# Стэнли (округ, Южная Дакота)
Округ Стэнли (англ. Stanley County) располагается в штате Южная Дакота, США. Официально образован в 1873 году. По состоянию на 2010 год, численность населения составляла 2966 человека.

## География
По данным Бюро переписи США, общая площадь округа равняется 3929,034 км2, из которых 3737,374 км2 суша и 74 км2 или 4,86 % это водоёмы.

## Население
По данным переписи населения 2000 года в округе проживает 2 772 жителей в составе 1 111 домашних хозяйств и 775 семей. Плотность населения составляет 1,00 человек на км2. На территории округа насчитывается 1 277 жилых строений, при плотности застройки менее 1,00-го строения на км2. Расовый состав населения: белые — 93,04 %, афроамериканцы — 0,18 %, коренные американцы (индейцы) — 4,91 %, азиаты — 0,29 %, гавайцы — 0,00 %, представители других рас — 0,14 %, представители двух или более рас — 1,44 %. Испаноязычные составляли 0,43 % населения независимо от расы.
В составе 33,60 % из общего числа домашних хозяйств проживают дети в возрасте до 18 лет, 55,60 % домашних хозяйств представляют собой супружеские пары проживающие вместе, 10,10 % домашних хозяйств представляют собой одиноких женщин без супруга, 30,20 % домашних хозяйств не имеют отношения к семьям, 25,20 % домашних хозяйств состоят из одного человека, 7,90 % домашних хозяйств состоят из престарелых (65 лет и старше), проживающих в одиночестве. Средний размер домашнего хозяйства составляет 2,49 человека, и средний размер семьи 2,98 человека.
Возрастной состав округа: 27,10 % моложе 18 лет, 7,10 % от 18 до 24, 28,20 % от 25 до 44, 26,60 % от 45 до 64 и 26,60 % от 65 и старше. Средний возраст жителя округа 38 лет. На каждые 100 женщин приходится 101,60 мужчин. На каждые 100 женщин старше 18 лет приходится 98,00 мужчин.
Средний доход на домохозяйство в округе составлял 41 170 USD, на семью — 47 197 USD. Среднестатистический заработок мужчины был 29 911 USD против 20 898 USD для женщины. Доход на душу населения составлял 20 300 USD. Около 6,60 % семей и 8,70 % общего населения находились ниже черты бедности, в том числе — 10,80 % молодежи (тех, кому ещё не исполнилось 18 лет) и 12,80 % тех, кому было уже больше 65 лет.